# Juan José Santa Cruz
Juan José de Santa Cruz y Garcés de Marcilla (Madrid, 15 de septiembre de 1880-Granada, 2 de agosto de 1936) fue un ingeniero de caminos, político y escritor español, que diseñó la carretera que une la ciudad de Granada con Sierra Nevada hasta el pico Veleta, constituyendo entonces la vía más alta de Europa, el tranvía  de la misma zona y el Hotel Alhambra Palace. 
Es considerado el padre del turismo granadino. Fue ejecutado víctima de la represión de los sublevados en la Guerra Civil el 2 de agosto de 1936. Desatada la furia de la guerra civil, en Madrid —zona republicana— fue asesinado el mayor de sus hermanos, Antonio de Santa Cruz, que fue diputado por Teruel (1899-1903)
(XX barón de Andilla), y fusilados conjuntamente tres de sus hijos, Antonio, José y Manuel, sobrinos de Juan José.

## Biografía
Nació en Madrid, en la calle de Jacometrezo, al lado del estudio del pintor y director de la escuela Real Academia de Bellas Artes de San Fernando,  Dióscoro Puebla. Miembro de una familia aristocrática (Baronía de Andilla), su padre Francisco Santa Cruz y Gómez de la Hoz, 19 titular de la baronía de Andilla, fue ingeniero de caminos, diputado y senador por Teruel, contrajo matrimonio, el 23 de febrero de 1870, con la valenciana  Manuela Garcés de Marcilla y Guardiola, descendiente directa de Diego de Marcilla,  el amante de Teruel; matrimonio que tuvo cinco hijos: Antonio, Ángela, María, Teresa y Juan José, el benjamín familiar. 
Cursó el bachillerato el Colegio de San Miguel ubicado en la calle de la Torre de Madrid, preparándose en la academia de Valentín Krabe para ingresar en la Escuela Especial de Ingenieros de Caminos de la que salió titulado en 1901 con 21 años. En esos años de bohemia madrileña dilapidó una pequeña fortuna en la promoción teatral; su hermana María, religiosa de la orden de Carmelitas Descalzas, intentó corregir lo que consideraba una desviación social. 
Comenzando a trabajar en el ministerio de Fomento. 
El 27 de agosto de 1914 se instala en Granada, después de haber tenido varios destinos, Tenerife hasta el año 1913, siendo trasladado en el mismo año a Alicante. En la localidad andaluza estableció su residencia permanente en Plaza Nueva nº 2, siendo presidente del Centro Artístico, Literario y Científico de Granada, desde el 21 de octubre de 1928 al 26 de octubre de 1930, en donde llevó a cabo la mayor parte de sus proyectos, (El Centro Artístico, Literario y Científico de Granada, está situado actualmente en el número 2 de la Calle Almona del Campillo, en el segundo piso donde sigue desarrollando su actividad cultural en Granada). Participa activamente en la tertulia el Rinconcillo en el Café Alameda de Granada, en donde acudían entre otros de forma habitual, Melchor Fernández Almagro, el pintor Manuel Ángeles Ortiz, los hermanos Francisco y Federico García Lorca, José Acosta Medina, Antonio Gallego Burín, José Mora Guarnido, Constantino Ruiz Carnero, Francisco Soriano, Miguel Pizarro, José y Manuel Fernández Montesinos, Hermenegildo Lanz, Ismael González de la Serna y el músico y compositor Ángel Barrios. Junto al duque de San Pedro de Galatino, Julio Quesada Cañaveral y Piédrola, soñador ideático de la carretera, el influyente y caciquil Natalio Rivas y el colaborador José Puche, diseñó y dirigió multitud de obras, muchas de los cuales todavía permanecen y que constituyen parte del patrimonio turístico actual de la provincia y de la ciudad. Además de la carretera que une Granada con Sierra Nevada, el tranvía de la misma sierra hasta Maitena y el hotel Alhambra Palace, el Puerto de Motril, intervino en la construcción del Pantano de Cubillas y en el trazado del Camino de Ronda, con Julio Moreno. 
En el ámbito político, se integró en el proyecto de la Agrupación de Intelectuales al Servicio de la República (ASR) que impulsó, entre otros, José Ortega y Gasset. Fue elegido diputado a Cortes en las primeras elecciones republicanas en 1931.  Y el 23 de junio de 1931 fue nombrado ingeniero jefe de Obras Públicas. Proyectó una nueva red e instalación de suministro de agua potable desde el río Aguas Blancas. Rechazada la oferta de Manuel Azaña para ser ministro de Fomento, se dedicó por completo a su actividad profesional. Su pareja sentimental, con la que se casó ya en prisión, fue la bailaora gitana Antonia Heredia Fernández, de la familia de Los Canasteros, con la que tuvo una hija llamada Teresa, que contrajo matrimonio con Adolfo Hidalgo.  
El 15 de septiembre de 1935 se inauguró la obra magna: llegar hasta el Veleta en coche, y así se presentó en lo alto, en un coche conducido por su hija Teresa, recibiendo al entonces ministro de Fomento y demás autoridades. 
Tras el triunfo en Granada del golpe de Estado que dio lugar a la Guerra Civil, Santa Cruz fue detenido y juzgado en consejo de guerra sumarísimo el 1 de agosto, junto, al presidente de la diputación, Virgilio Castilla y los sindicalistas Antonio Rus Romero (UGT) y José Alcántara (CNT), entre otros. Todos fueron condenados a muerte. Santa Cruz fue acusado falsamente de tramar un plan para volar el embovedado del río Darro. Nada pudo hacer su abogado Fernando López Nebrera. En la madrugada de la ejecución se despidió por carta de su hija:

Querida hija, me voy sin verte. Necesito de todo mi valor y al ver que te perdía no podría tenerlo. Sé buena, no hagas daño; ten paciencia con tu madre y respétala. Trabaja en algo, pinta y canta en recuerdo mío. Odia todo lo que represente daño y sangre y acuérdate de quienes te dejan sin padre; no los odies, pero evítalos. Al entrar en la eternidad te besa con todo el cariño que te tuvo tu padre, para quien fuiste todo y que en su último momento se acordará de ti.

Fue fusilado en el cementerio de Granada. Su familia y allegados sufrieron la represión posterior: su chofer fue asesinado y su casa confiscada.
El Ayuntamiento de Granada, le dedica en el Zaidín una calle que lleva el nombre de Ingeniero Santa Cruz.